# Krywbas

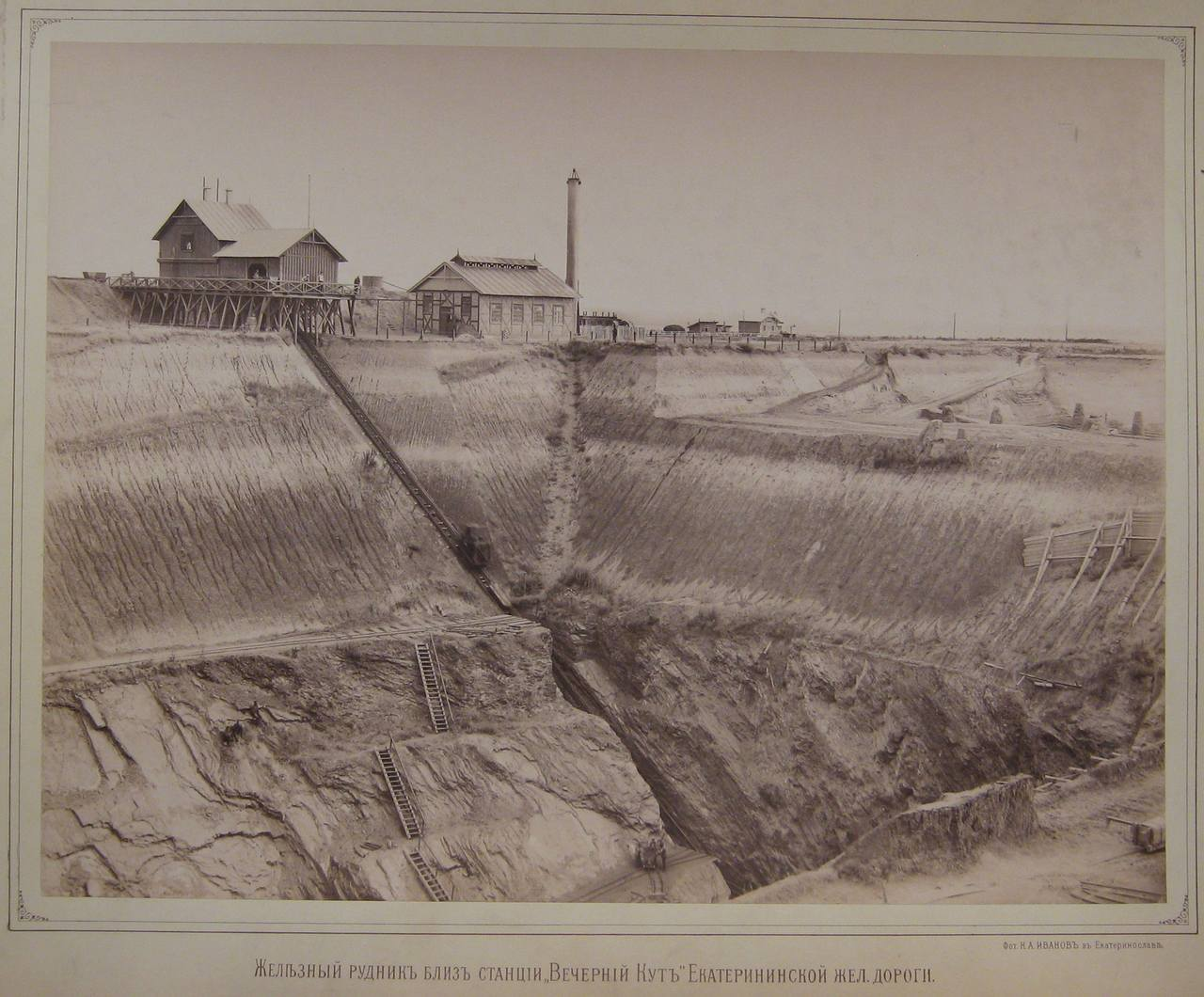
Historisches Bild eines Eisentagebaus bei Krywyj Rih

Das Krywbas (ukrainisch Кривбас; voller Name: Krywyj-Rih-Eisenerzbecken, ukrainisch Криворізький залізорудний басейн, früher russ. Kriwoi Rog) ist eine durch Eisenerzbergbau und Stahlindustrie geprägte Wirtschaftsregion im Zentrum der Ukraine. Es ist die wohl wichtigste Eisenerzregion Osteuropas.

## Lage
| Krywbas |

| Kachowkaer Stausee |

| Oblast Dnipropetrowsk |

Die nach der Stadt Krywyj Rih benannte Region liegt etwa 80–100 km westlich des Dnepr am Rande des Dneprhochlands im südöstlichen Teil der Oblast Dnipropetrowsk, sowie zu einem kleinen Teil in der Oblast Kirowohrad entlang der Flüsse Inhulez und Saksahan. Das Becken, das geologisch Teil des Ukrainischen Schilds ist, erstreckt sich auf mehr als 100 km Länge in Nord-Süd-Richtung und 1–2 km bis 6 km Breite. Das Gebiet hat eine Größe von etwa 300 km².

## Geschichte
1866 stieß der ukrainisch-russische Geologe, Ethnograph, Archäologe und Geschäftsmann Oleksandr Pol (1832–1890) während archäologischer Forschung in den Flussauen des Saksahan, unerwartet am rechten Ufer des Flusses in der Nähe des Dorfes Krywyj Rih auf freiliegende Schichten von Eisenerz.
1873 gründete Pol die „Gesellschaft des Kriwoi Roger Erzes“, die professionellen Erzabbau betrieb und so zum Wachstum und Wohlstand der Stadt Krywyj Rih führte.
Im Jahr 1874 waren die Erzlagerstätten weitgehend erkundet und 1883 bauten 100 Arbeiter bereits 1,5 Millionen Pud (1 Pud = 16,36 Kilogramm) Erz in der Saksahan-Mine ab.
Vor der Eröffnung der Katharinenbahn wurde das geförderte Erz so gut wie nicht abtransportiert, sondern gelagert, sodass in den Jahren 1881 bis 1883 lediglich 83.000 Pud und im Jahr der Eröffnung der Eisenbahnstrecke bereits 2,1 Millionen Pud Eisenerz aus dem Krywbas abtransportiert wurden.
Im Jahr 1890 nahm das Krywbas den ersten Platz der Eisenerzförderung im Russischen Reich und die Katharinenbahn den ersten Platz hinsichtlich des Verkehrsaufkommen ein. 1902, nur 10 Jahre nach dem Tod von Oleksandr Pol, gab es im Krywbas bereits 79 Bergwerke.

## Bedeutung

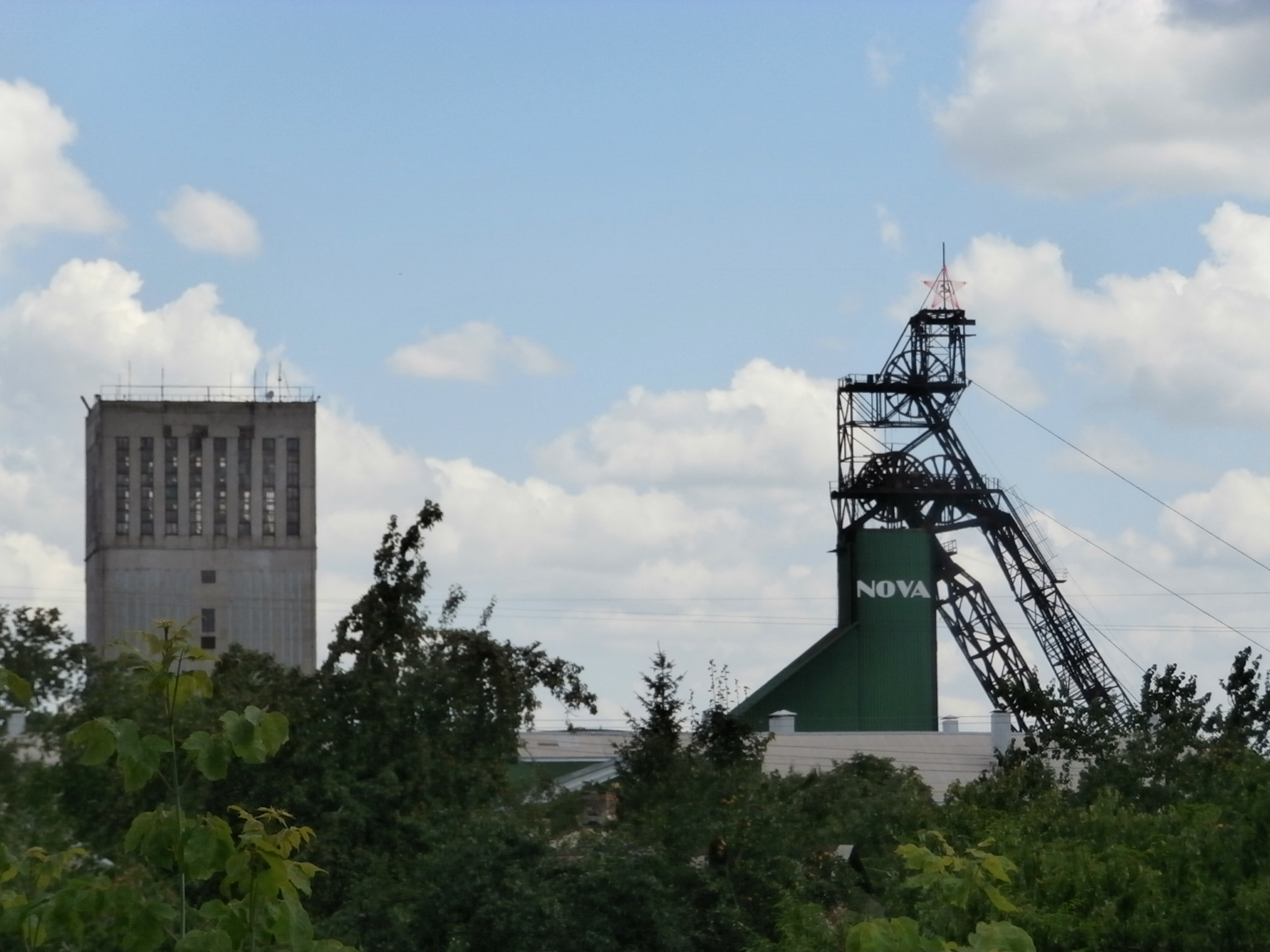
Förderturm einer Erzgrube in Schowti Wody

In der für die Schwerindustrie wichtigen Region befinden sich große Eisenerz- und andere Erzvorkommen. Um sie zu nutzen, wurden in der Mitte des 20. Jahrhunderts mehrere große Bergbauunternehmen gegründet. In der dicht besiedelten Region liegt die Agglomeration Krywyj Rih, zu der neben der Stadt Krywyj Rih auch die Stadt Schowti Wody, in der das in der Region vorkommende Uran verarbeitet wird, gehört.
Kryworischstal (aktueller Name: Arcelor-Mittal Kryviy Rih) ist der größte und modernste Stahlhersteller der gesamten Ukraine. Die Bergbauunternehmen liefern ihre Rohstoffe entweder an Kriworoschstal oder an Stahlwerke außerhalb der Region, insbesondere nach Dnipropetrowsk.
In der benachbarten Stadt Dolynska (Oblast Kirowohrad) wird, mitfinanziert von der Ukraine, Rumänien und der Slowakei ein moderner Bergbau- und Verarbeitungsbetrieb errichtet.